# Krásná (ort i Tjeckien, Karlovy Vary, lat 50,12, long 12,85)
Krásná är en ort i Tjeckien.   Den ligger i regionen Karlovy Vary, i den västra delen av landet, 110 km väster om huvudstaden Prag. Krásná ligger 513 meter över havet och antalet invånare är 414.
Terrängen runt Krásná är kuperad åt nordväst, men åt sydost är den platt. Krásná ligger nere i en dal. Runt Krásná är det ganska glesbefolkat, med 25 invånare per kvadratkilometer. Närmaste större samhälle är Karlovy Vary, 13,0 km norr om Krásná. I omgivningarna runt Krásná växer i huvudsak blandskog.